# Attilio Bescapè
Carlo Attilio Bescapè (* 2. September 1910 in Sant’Angelo Lodigiano; † 1975 in Mailand) war ein italienischer Gewichtheber.

## Werdegang
Attilio wuchs in Padua auf und begann dort auch mit dem Gewichtheben. 1929 wechselte er zu Pro Patria 1883 Mailand. Er gehörte volle zehn Jahre zur Weltspitze und fast 20 Jahre zur italienischen Spitze der Federgewichtsheber (bis 60 kg Körpergewicht). Er nahm an zwei Olympischen Spielen teil und konnte sich jedes Mal im Vorderfeld platzieren. Seine größten Erfolge waren der Gewinn der Europameisterschaft 1934 und die Vizeweltmeisterschaft 1938. Seine Bestleistungen waren 90 kg im Drücken, 95 kg im Reißen, 120 kg im Stoßen und 300 kg im olympischen Dreikampf. Mit Ausnahme des Drückens waren alle Leistungen auch italienische Rekorde. 1971 wurde Attilio Bescapè zum Ehrenmitglied des italienischen Gewichtheber-Verbandes ernannt.

## Internationale Erfolge
| Jahr | Platz | Wettbewerb                 | Wettkampfart | Gewichtsklasse | Ergebnisse |
| 1931 | 6.    | EM in Luxemburg            | OD           | Feder          | mit 252,5 kg, hinter Mohamed, Ägypten, 282,5 kg, Eugen Mühlberger, Deutschland, 270 kg, Troppert, Österreich, 270 kg und Janisch, Österreich, 267,5 kg                                       |
| 1932 | 5.    | OS in Los Angeles          | OD           | Feder          | mit 262,5 kg, hinter Raymond Suvigny, Frankreich, 287,5 kg, Hans Wölpert, Deutschland, 282,5 kg, Anthony Terlazzo, USA, 280 kg und Helmut Schäfer, Deutschland, 267,5 kg                     |
| 1933 | 4.    | EM in Essen                | FK           | Feder          | mit 390 kg, hinter Wölpert, 420 kg, Mühlberger, 410 kg und Schäfer, 397,5 kg |
| 1934 | 1.    | EM in Genua                | OD           | Feder          | mit 285 kg, vor Max Walter, Deutschland, 285 kg und Franz Andrysek, Österreich, 282,5 kg |
| 1936 | 6.    | OS in Berlin               | OD           | Feder          | mit 287,5 kg, hinter Terlazzo, 312,5 kg, Saleh Mohamed Soliman, Ägypten, 305 kg, Ibrahim Shams, Ägypten, 300 kg, Anton Richter, Österreich, 297,5 kg, und Georg Liebsch, Deutschland, 290 kg |
| 1938 | 2.    | WM in Wien                 | OD           | Feder          | mit 300 kg, hinter Liebsch, 305 kg und vor Richter, 297,5 kg |
| 1939 | 3.    | Intern. Turnier in München | OD           | Feder          | mit 290 kg, hinter Liebsch, 315 kg und Richter, 302,5 kg |

## Italienische Meisterschaften
Attilio Bescapè wurde von 1929 bis 1940 und 1946, 1948 und 1949, also 15 × italienischer Meister im Federgewicht. 1947 wurde er Vizemeister
Erläuterungen
- OS = Olympische Spiele, WM = Weltmeisterschaft, EM = Europameisterschaft
- OD = olympischer Dreikampf, bestehend aus beidarmigem Drücken, beidarmigem Reißen und beidarmigem Stoßen
- FK = Fünfkampf, bestehend aus einarmigem Reißen und einarmigem Stoßen und den Übungen des OD
- Federgewicht, Gewichtsklasse bis 60 kg Körpergewicht